# Angel Recording Studios
Angel Recording Studios Limited (también conocidos como Angel Studios) fueron unos estudios de grabación ubicados en el distrito de Islington, Londres. Fueron fundados por James Warren Sylvester de Wolfe el 5 de diciembre de 1978, quien incorporó los estudios a la compañía De Wolfe Music, de la que era propietario. Las instalaciones fueron cerradas en 2019.
El edificio fue construido en 1888, originalmente como una iglesia congregacional y tiene la categoría de Monumento clasificado de grado II. A finales de los años 70, fue adquirido por la compañía De Wolfe Music, que lo transformó en estudio de grabación, iniciando su actividad en 1982. Desde entonces fue usado por multitud de artistas, entre los trabajos grabados allí destaca el exitoso álbum de la cantante británica Adele publicado en 2011, 21.

## Historia
El edificio fue abierto como lugar de culto en 1888, diseñado por los arquitectos Paull y Bonella como reemplazo de una anterior iglesia construida en 1815 y ampliada en 1847–1848.
Fue declarado monumento clasificado del Reino Unido en 1972, tiene características similares a las del edificio Ancient House de Ipswich y está inspirado en el trabajo del arquitecto Richard Norman Shaw. Está construido en ladrillo rojo unido en estilo flamenco con revestimiento de piedra. Las ventanas del mirador cuentan con una estructura de hierro fundido fabricado por la compañía St Pancras Iron Work. La fecha de construcción, 1888, se puede ver en un panel en la parte superior del edificio. El órgano de estilo de principios del siglo XVIII de la capilla fabricado por Henry Speechly and Sons permanece en su lugar original y en funcionamiento.
La capilla cerró en 1979 y el edificio fue comprado por De Wolfe Music . Se llevó a cabo un importante proyecto de remodelación y conversión, y las sesiones de grabación comenzaron en 1982. The Cure y Siouxsie and the Banshees grabaron en el estudio al año siguiente. Para 1986, el complejo podía albergar a 100 músicos y mezclar hasta 35 mm y 16 mm Se agregó un tercer estudio en el complejo en 1987. Studio One recibió una importante remodelación en 2001.
En otoño de 2019, se anunció que Angel Recording Studios cerraría tras la muerte de James de Wolfe. 
El 9 de abril de 2021 se anunció que los estudios reabrirían con un nuevo nombre como parte del Abbey Road Institute.

## Obras

### Música
Angel Recording Studios ha sido utilizado por múltiples artistas a lo largo de los años; Adele grabó parte de su album 21, siendo este el más vendido del siglo 21 y uno de los mas vendidos de todos los tiempos; Sam Smith con In the Lonely Hour; ambos galardonados por la academia. Otras bandas y artistas que usaron los estudios incluyen: Westlife, Rush, One Direction, Emeli Sandé, Slade, Little Mix, Louis Tomlinson, Gary Barlow, Plácido Domingo, Fela Kuti, Seal, Liza Minnelli, Florence and the Machine, Nightwish, Kylie Minogue, Goldfrapp, Karl Jenkins (con su aclamado proyecto Adiemus ),  y Robbie Williams .

### Cine y televisión
La sala de orquesta del estudio ha sido utilizada por Éric Serra, quien compuso allí la música para las películas Léon: The Professional y GoldenEye .   George Fenton usó el estudio para grabar partituras para los programas de historia natural The Blue Planet y Planet Earth, mientras que otros proyectos han incluido a Maury Yeston para Nine, Craig Armstrong, quien compuso Moulin Rouge! y Romeo + Juliet, y Anne Dudley para The Full Monty y Poldark. El estudio también se ha utilizado para grabar las bandas sonoras de las películas The English Patient, The Crying Game, Buster, Memphis Belle, Pride and Prejudice, The Lion King y Jackie . Los programas de televisión que han utilizado los estudios incluyen The Night Manager  y Downton Abbey .